# Judith Herzberg
Judith Frieda Lina Herzberg (Amsterdam, 4 november 1934) is een Nederlands dichteres en toneelschrijfster.

## Biografie
Herzberg, dochter van de schrijver en jurist Abel Herzberg, was tijdens de Tweede Wereldoorlog met haar familie geïnterneerd in Huize De Biezen in Barneveld. Toen de bezetter dit onderkomen in september 1943 ontruimde en alle Joden op transport zette naar Kamp Westerbork wist zij met haar broer en zus te ontsnappen. De rest van de oorlog bracht zij door in onderduik. Haar ouders werden vanuit Westerbork weggevoerd naar Bergen-Belsen, maar zijn daar levend uitgekomen.
Herzberg schrijft gedichten, toneelstukken en scenario's voor televisie en film. Herzberg debuteerde in 1961 als dichteres in het weekblad Vrij Nederland. Twee jaar later verscheen haar eerste dichtbundel, Zeepost. Later volgden onder meer Beemdgras, Vliegen, Strijklicht, Botshol en Dagrest. Ook schreef ze de toneelstukken Leedvermaak en Rijgdraad, die beide verfilmd werden (het laatste onder de titel Qui vive) door Frans Weisz. Weisz verfilmde eerder, in 1981, haar scenario Charlotte.
Herzberg is politiek geëngageerd: zo schreef zij een ingezonden gedicht voor de NRC over Taida Pasić, het meisje dat een aantal maanden vóór haar vwo-eindexamen door minister Verdonk teruggestuurd zou worden naar Servië.
De Japans-Britse schrijver Kazuo Ishiguro vertelde in een interview met The Paris Review dat hij de titel van het met de Man Booker Prize bekroonde The Remains of the Day te danken had aan Herzberg, die hem deze ad-hocvertaling van Freuds Tagesreste aan de hand had gedaan. Herzberg had zelf in 1984 een dichtbundel met de titel Dagrest gepubliceerd.
Vanaf 1997 siert een dichtregel van haar de gevel van de Amsterdamse Hogeschool voor de Kunsten aan de Jodenbreestraat 5: "Als ik een mens was en geen steen wenste ik jullie om me heen".

## Persoonlijk
Herzberg is de grootmoeder van journaliste Milena Holdert.

## Prijzen
- 1980 - Bayerischer Filmpreis

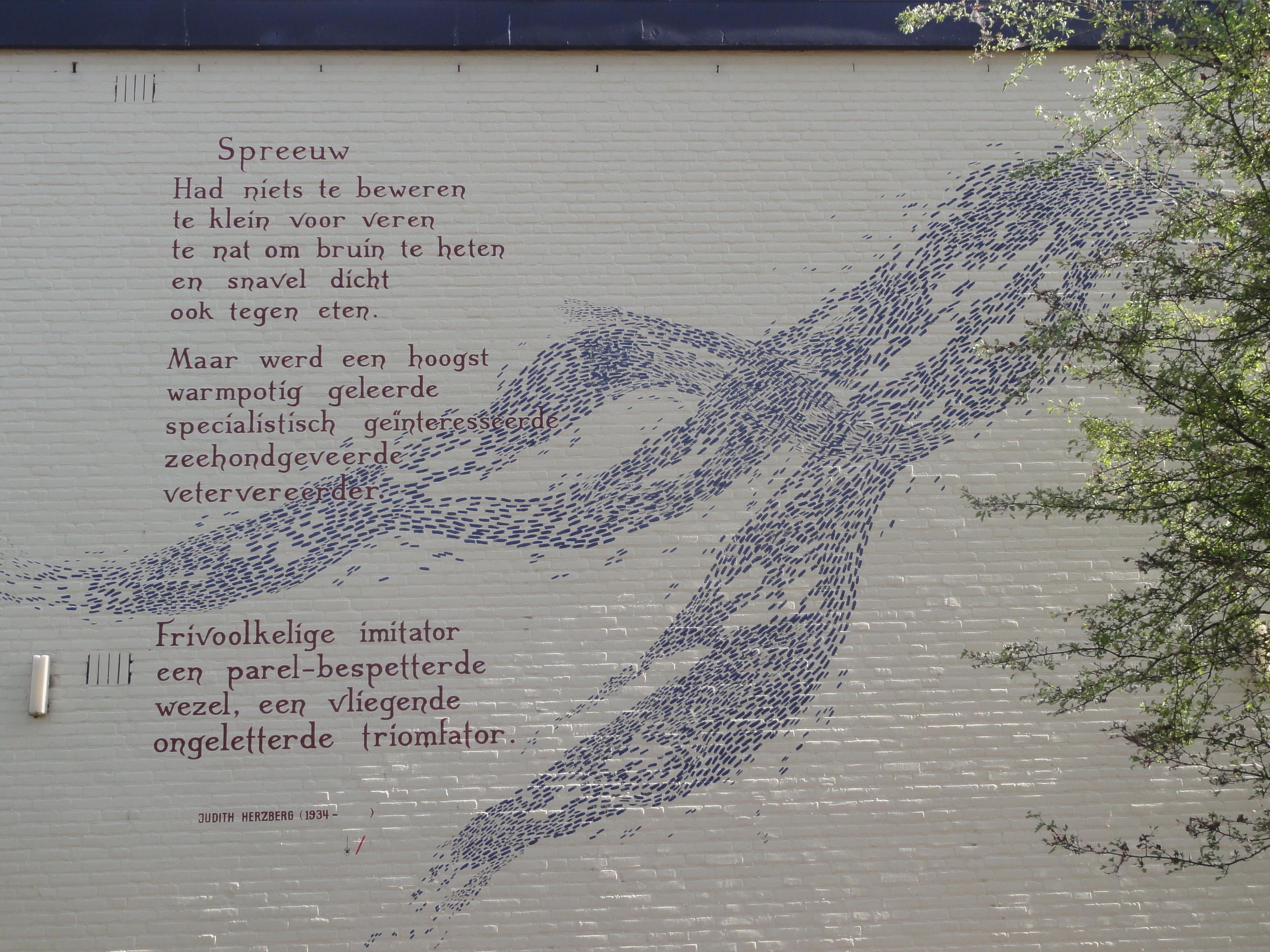
Het muurgedicht "Spreeuw" van Judith Herzberg in Leiden

- 1981 - Jan Campert-prijs voor Botshol
- 1982 - Prijs der Kritiek voor Leedvermaak
- 1984 - Joost van den Vondelprijs
- 1988 - Charlotte Köhler Prijs
- 1988 - Cestoda-prijs
- 1989 - Nederlands-Vlaamse Toneelschrijfprijs voor Kras
- 1994 - Constantijn Huygens-prijs voor gehele oeuvre
- 1997 - P.C. Hooft-prijs voor gehele oeuvre
- 2018 - Prijs der Nederlandse Letteren[2]